# Entosthodon puiggarii
Entosthodon puiggarii là một loài Rêu trong họ Funariaceae. Loài này được Geh. & Hampe mô tả khoa học đầu tiên năm 1881.